# Джонс, Сэм Дж.
Сэмюэл Джеральд Джонс (англ. Samuel Gerald Jones), профессионально известный как Сэм Дж. Джонс (англ. Sam J. Jones) (род. 12 августа 1954, Чикаго, Иллинойс, США) — американский актёр, наиболее известный по роли Флэша Гордона в одноимённом фильме 1980-го года.

## Биография
Сэмюэл вырос в Сакраменто (Калифорния). В 1972 году, после окончания средней школы, Джонс поступил на службу в Корпус морской пехоты США, где играл в американский футбол. По окончании службы он переехал в Сиэтл, планируя присоединиться к профессиональному футбольному клубу «Сиэтл Сихокс», но получил отказ. Его приняли в тренировочную команду клуба «Бьюриен Флайерс», но после года игры там он вдохновился биографией Клинта Иствуда и уехал в Голливуд, чтобы стать актёром. До своего окончательного переезда в Лос-Анджелес он несколько раз снялся в качестве модели.
Впервые Джонс появился на экране в романтической комедии «Десятка» в 1979 году. В следующем году он снялся в роли Флэша Гордона, для которой ему потребовалось перекрасить волосы в светлый цвет. Благодаря роли Сэма в «Десятке» ему удалось обойти других претендентов на роль Флэша — более известных на тот момент Арнольда Шварценеггера и Курта Расселла. Фильм провалился в прокате, и в итоге запланированной трилогии, равно как и взлёта актёрской карьеры Сэма Джонса, не произошло.
В 2012 году в фильме «Тед» (в русском прокате под названием «Третий лишний») появился в качестве камео и сыграл пародию на Флэша Гордона 1980-х. В 2019 году вышел документальный полнометражный фильм «Жизнь после Флэша», где рассказывалось о конфликте Сэма Джонса с влиятельнейшим продюсером своего времени, Дино де Лаурентисом.
В 1982 году женился на Линн Эрикс, в этом браке родились двое детей, но в 1987 году семья распалась. В 1992 году Джонс женился на Рамоне Линн Джонс, у пары трое детей.

## Фильмография
| Год       |    | Русское название                     | Оригинальное название | Роль                                                  |
| --------- | -- | ------------------------------------ | --------------------- | ----------------------------------------------------- |
| 1979      | ф  | Десятка                              | 10                    | Дэвид Хенли                                           |
| 1980      | ф  | Флэш Гордон                          | Flash Gordon          | Флэш Гордон                                           |
| 1984      | с  | Команда «А»                          | The A-Team            | Эрик                                                  |
| 1984      | с  | Охотник                              | Hunter                | Лэнс Лейн                                             |
| 1988      | ф  | Белая власть                         | Whiteforce            | Джонни Куинн                                          |
| 1989      | тф | Сделано в Лос-Анджелесе              | L.A. Takedown         | Джимми                                                |
| 1993—1997 | с  | Крутой Уокер: Правосудие по-техасски | Walker, Texas Ranger  | рейнджер Сэмюэль Бодин Мик Стэнли, владелец спортзала |
| 1993      | с  | Спасатели Малибу                     | Baywatch              | Кен Джордан                                           |
| 1993      | с  | Кобра                                | Cobra                 | Ройс / сержант Клэй Миллер                            |
| 1994      | с  | Гром в раю                           | Thunder in Paradise   | Дэвид Килмер                                          |
| 1995      | с  | Диагноз: убийство                    | Diagnosis Murder      | лейтенант-спасатель Бак Дентон                        |
| 1996      | ф  | Американские бродяги                 | American Strays       | «Экстерминатор»                                       |
| 1996      | ф  | Дорогая, я уменьшил пришельца        | Earth Minus Zero      | Маршалл Хеллер                                        |
| 1997—1999 | с  | Жара в Лос-Анджелесе                 | L.A. Heat             | Салливан / Рэнди Харден                               |
| 1997      | с  | Конан                                | Conan the Adventurer  | генерал Норр                                          |
| 1999      | с  | Звёздные врата: SG-1                 | Stargate SG-1         | Арис Бош, охотник за головами                         |
| 2002      | ф  | Возмездие                            | Redemption            | «Кирпич»                                              |
| 2012      | ф  | Третий лишний                        | Ted                   | в роли самого себя                                    |
| 2015      | ф  | Третий лишний 2                      | Ted 2                 | в роли самого себя                                    |